# بيرند فيشر
بيرند فيشر (بالألمانية: Bernd Fischer)‏ هو رياضياتي ألماني، ولد في 18 ديسمبر 1936 في باد إندباخ ‏ في ألمانيا.